# Vladimír Heger
Pour les articles homonymes, voir Heger.
Vladimír Heger, né le 30 janvier 1932 et mort le 1er mars 2021, est un ancien entraîneur tchécoslovaque puis tchèque de basket-ball.

## Palmarès
- Finaliste du championnat d'Europe 1967
- 3e du championnat d'Europe 1969
- 3e du championnat d'Europe féminin 1978